# Метеорит
Метеоритът („огнебесгур“, „божа сгур“, „божа огнесгур“, „небесна шлака“) е твърдо метеорно тяло с извънземен произход, паднало върху земната повърхност (или на повърхността на друга планета или спътник). Метеоритите са с неправилна многостенна форма, със заоблени ръбове, покрити с тъмна кора и вдлъбнатини. Имат размери от няколко милиметра до няколко метра, тежат от няколко грама до няколко тона. Биват железни (>90% метал), каменно-желязно (~50% метал) и каменни (<10% метал). Съдържат главно силиций, алуминий, желязо, калций и кислород. Метеоритите най-често падат поединично, тъй като са неразрушили се при навлизането си в земната атмосфера тела. При падането на големи метеорити се образуват метеоритни кратери.
Метеоритите са главно каменни или железни тела, които падат върху земята от междупланетното пространство. Те са остатъци от метеори, които не са успели да изгорят напълно при преминаването си през земната атмосфера. При падане на такова тяло се наблюдава интензивно светещ движещ се обект с видимо по-големи размери – това явление в астрономията се нарича болид. Това явление може да се наблюдава и денем. Падането е съпроводено и със силен звук (гръм). Интересен е фактът, че понякога нощем болидът може да освети местности с километри наоколо. Поради съпротивлението на въздуха метеорното тяло се забавя и неговата кинетична енергия преминава в топлинна и светлинна. В резултат на това повърхностния слой на метеорита и образувалата се около него въздушна обвивка се нагрява до няколко хиляди градуса. Веществото на метеорното тяло след кипване се изпарява и частично се разпръсква на много малки частици. Падайки почти отвесно на Земята, отломките на метеорното тяло изстиват и когато достигнат повърхността, те са само топли. На местата на падане си метеорите образуват вдлъбнатини (кратери), размерите и формата на които зависят от масата и скоростта на метеоритите.
Най-големият метеорит, Хоба (назован по местността, в която е бил намерен – югозападна Африка през 1920 г.), е железен и масата му е около 60 тона, а обемът – около 9 m3. Поради своите размери той все още се намира там. Метеорити с такива големи размери падат на земята много рядко. Обикновено масата им е от няколкостотин грама до няколко килограма. Обикновено метеоритите са съставени от същите химически елементи, каквито има и на земята. Това са основно следните 8 елемента: никел, магнезий, желязо, силиций, сяра, алуминий, калций и кислород. Съдържат и други елементи, но те се срещат в много малки количества. Свързвайки се помежду си, тези елементи образуват различни минерали, повечето от които ги има и на Земята, но понякога се срещат и метеорити с неизвестни за науката минерали.
Известни от историята са много случаи на падане на метеорити на Земята. Най-известните случаи на падане на метеорити в по-ново време са падането на Тунгуския метеорит през 1908 година и на Сихоте-Алинския метеорит през 1947 година. От втория са открити около 23 тона, като теглото на отделните парчета варира от няколко десетки от грама до 1745 кг. Най-разрушителното метеоритно явление в последно време е Челябинският метеоритен взрив през 2013 година, който нанася поражения на над 3000 сгради в Челябинска област в Русия, и ранява над 1200 души.
В България са падали и намирани главно каменни метеорити, по-известните от които са открити край Разград (1740), село Върба, Белоградчишко (1874), село Гумощник, Троянско (1904), Коньово, Новозагорско (1931) и Павел, Свищовско (1966).
- Метеорит Хондрит, Гумощник, Троянско от 28 април 1904 – Музей по минералогия, петрология и минерални ресурси при Софийския университет „Свети Климент Охридски“
- Метеорит Хондрит Дебнево, Троянско от 1904 – Музей по минералогия, петрология и минерални ресурси при Софийския университет „Свети Климент Охридски“[9]
- Метеорит Октаедрит Canyon Diablo, Аризона, САЩ – Музей по минералогия, петрология и минерални ресурси при Софийския университет „Свети Климент Охридски“[10]